# UW Большой Медведицы
UW Большой Медведицы (лат. UW Ursae Majoris) — одиночная переменная звезда в созвездии Большой Медведицы на расстоянии приблизительно 2792 световых лет (около 856 парсеков) от Солнца. Видимая звёздная величина звезды — от +11,9m до +11m.

## Характеристики
UW Большой Медведицы — красная пульсирующая медленная неправильная переменная звезда (LB) спектрального класса M6.